# John de Padoue
 (décembre 2018).
John de Padoue, florissant entre 1543 et 1557, est un architecte et musicien italien. Il est l'un des nombreux architectes et artisans étrangers employés à la cour d'Henri VIII.

## Biographie
Il est l'un des nombreux architectes et artisans étrangers employés à la cour d'Henri VIII. Il est enregistré pour la première fois dans les comptes du Trésor public le 30 janvier 1544. Il n'est connu que par une référence dans le testament londonien (1551) d'un verrier de Murano, dans lequel il est décrit comme « architecte et serviteur de sa majesté le roi », et dans les archives de l'Échiquier (1543-57), comme le bénéficiaire des honoraires et d'une rente.